# Bertran de Born
Bertran de Born – trubadur działający między 1140 a 1215 rokiem.
Pochodził z rodziny arystokratycznej. Był wicehrabią. Jakkolwiek odziedziczył zamek w Hautefort, to toczył o niego spór z własnym bratem. Około 1195 roku wstąpił do zakonu cysterskiego w Dalon, gdzie pozostał aż do śmierci. Znany jest z wyczynów politycznych i militarnych; w ósmym kręgu piekła u Dantego opisany jest jako „bezgłowe ciało trzymające za włosy swą odciętą głowę”. Został w ten sposób ukarany za podżeganie do waśni między Henrykiem II Plantagenetem a jego synami, choć jego udział w sporze nie jest historycznie udokumentowany – opiera się głównie na jego vida.
Choć skomponował kilka cansos (pieśni miłosnych), znany jest przede wszystkim jako mistrz sirventes. Z ponad 40 przypisywanych mu utworów jedynie jeden (Rassa, tan creis e mon' e poja) zachowany jest z oryginalną muzyką. Wiadomo, że stosował kontrafakturę i przerabiał melodie innych trubadurów (m.in. Girauta de Bornelh).

## Tłumaczenia polskie
Utwory Bertranda de Born tłumaczy i wykonuje Jacek Kowalski m.in. Pochwała wojny (inc. Uwielbiam wielkanocny czas) – CD Wojna i miłość.